# 2015年曼谷爆炸案
13°44′40″N 100°32′26″E / 13.74444°N 100.54056°E

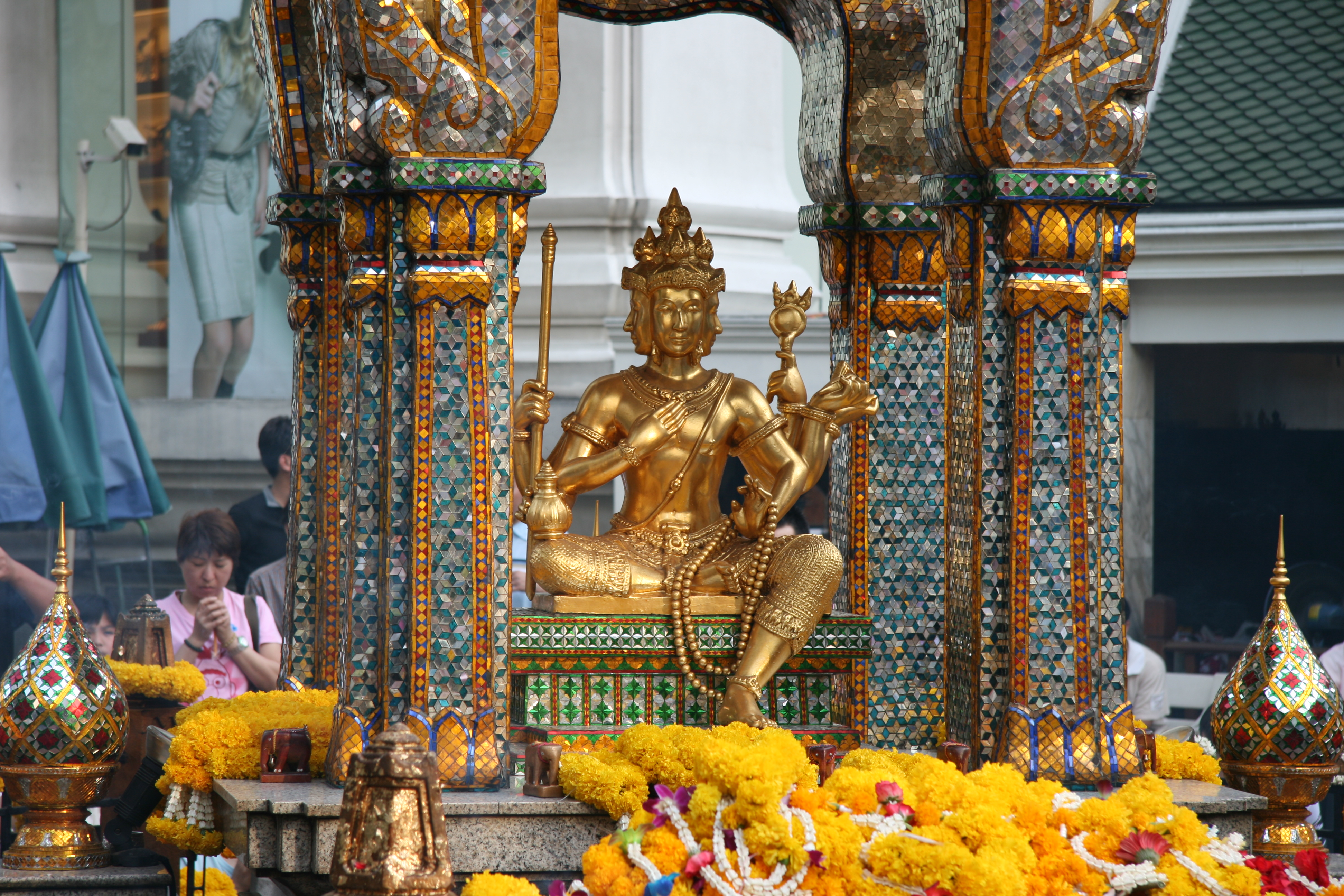
2008年3月23日的四面佛

2015年曼谷爆炸案，是2015年8月17日發生在泰國首都曼谷巴吞旺县知名景點四面佛周遭的一場炸弹爆炸事故，造成20死125傷。警方逮捕了一名与爆炸案有关的土耳其28岁男子（实为新疆维吾尔族）。该男子名叫阿德姆·卡拉达格，隶属于土耳其的极端民族主义恐怖组织“灰狼”，本次袭击是针对泰国将境内的维吾尔族恐怖嫌犯驱逐回新疆，而不让他们去土耳其避难而报仇。其後泰國警方在9月在泰國與柬埔寨邊境附近逮捕新疆維吾爾族的玉素甫·米爾艾力。

## 背景
爆炸案发生之前，泰国已于同年发生另外两起爆炸案。2015年2月，两枚炸弹在暹罗百丽宫附近的拉差帕宋行人天桥爆炸，造成三人受伤。此次袭击认为有政治动机。同年4月，苏梅岛发生汽车炸弹袭击，七人受伤。
2015年7月9日，泰國將境內109名维吾尔族偷渡人士遣返新疆 。阿卜杜熱合曼·阿布杜薩塔爾、玉素甫·米爾艾力等人為了報復泰國政府向新疆遣返109名維吾爾人，便在曼谷發動襲擊 。

## 袭击
2015年8月17日，當地時間18:56左右，一枚炸弹在曼谷市中心靠近四面佛廟的繁忙路口爆炸。当地时间22:00负责协调救援工作的国家紧急医学院统计，有18人死亡，117人受伤。
当地时间8月18日下午1点，现场附近码头桥梁有疑似手榴彈爆炸物扔出，但落入水中後才爆炸，因此沒造成伤亡。當地警察局副局长表示，“如果炸弹没有落入水中，肯定会造成伤害。”桥梁被部分损坏。

## 伤亡
|            |                                        |
| 国家       | 人数                                   |
| 泰國       | 6                                      |
| 中国       | 7（其中 香港特區有2人，1名為英国侨民） |
| 马来西亚   | 5                                      |
| 印度尼西亞 | 1                                      |
| 新加坡     | 1                                      |
| 总计       | 20                                     |

大多数遇难者都是前去祈福的香客，泰国皇家警察确认事件造成20人死，125人受伤 。受伤者多来自马来西亚、中華人民共和國、印度尼西亚和新加坡。死者幾乎都是華裔人士。

## 拘捕嫌犯
2015年9月1日，在泰國與柬埔寨邊境附近沙缴府的森林里逮捕一名来自的新疆的維吾爾族男子，其护照上的名字为玉素甫·米爾艾力。警方表示其不是放置炸弹的嫌疑人。
来自乌鲁木齐的比拉尔·穆罕默德（罗马化：Bilal Mohammed）于同年被逮捕。
2015年8月29日，警方逮捕了一名与爆炸案有关的28岁男子。他并不承认制造案件，但他涉嫌参与其中。该男子被认为是土耳其公民，在他的公寓里警方还发现了制造炸弹的组件和几本假护照。事后调查泰國警方在曼谷東部郊區逮捕的人是持有偽造土耳其護照的中國籍男子穆罕默德·比拉特克，並檢獲近200本偽造土耳其護照。

## 调查
调查人员表示他们“确信”在现场留下背包的一名男子是爆炸案的嫌犯。根据已经在全世界播出的监控摄像头画面，该名男子身着短裤和黄色T恤衫，他坐在长凳上将深色背包脱下，然后站起身来把背包塞进凳子下方，走到一边掏出他的电话。嫌犯很可能已从小巷乘坐三轮摩托车抵达华南蓬火车站附近。
有些报章宣称四面佛炸弹袭击中的安全录像中拍到的男子被当局叫做穆罕默德·缪斯银（Mohamad Museyin），调查员把排查重点锁定在沙吞路一带的一所廉价旅馆中，他们认为嫌犯就藏身此地。然而这一消息很快被泰国当局驳回。
泰国警察局长表示，袭击事件是通过网络实施的，并出具了嫌犯的大致图像。警方还表示，出现在同一录像中的另外两个人也被当作嫌犯。
一名出租车司机后来证实嫌犯曾上过他的车，并形容他“不慌不忙，显得很平静，就像个普通的顾客，但不是泰国人。”司机还谈到一路上听到他说着自己不清楚的语言。
这起爆炸案怀疑是由泛突厥主义的新法西斯土耳其极端民族主义组织灰狼（kok bori），为了报复泰国在今年7月将维吾尔族恐怖嫌犯驱逐回中国，而不让他们去土耳其避难而实施的。被警方逮捕的与爆炸案有关系的土耳其男子，名叫阿德姆·卡拉达格（Adem Karadag）（就是穆罕默德·比拉特克）。灰狼被媒体形容为恐怖组织，该组织以暗杀并谋杀记者、自由主义者和土耳其左翼分子而知名，其成员莫梅特·阿里·阿加曾企图暗杀教皇约翰·保罗二世，参加过纳戈尔诺-卡拉巴赫战争和有穆斯林和突厥人参加的车臣战争。他们的目标是将所有的穆斯林突厥民族统一为一个横跨中亚至巴尔干半岛的统一国家。

## 影響
- 香港保安局在事發翌日早上將對泰國旅遊的警示級別提升為紅色，香港旅遊業者取消事發月份所有前往曼谷的香港旅行團。此外，全球有23个国家受爆炸案的影响对访问泰国的游客发出旅游警示[10]。
- 泰国总理巴育·占奥差将爆炸案称为该国“有史以来最严重的袭击”，他表示，“这次的小型爆炸或许只是噪音，但这次他们瞄准无辜的生活，想破坏我们的经济，我的旅游业[40]。”

## 外部連結
- YouTube
  - 2015年拉差帕頌爆炸案（页面存档备份，存于）